# Paul Wühr
Paul Wühr (München, 10 juli 1927 – Passignano sul Trasimeno, 12 juli 2016) was een Duits schrijver. Sinds 1939 schreef hij gedichten begin jaren 60 twee kinderboeken en sinds 1963 hoorspelen.
Hij won diverse onderscheidingen.

## Hoorspelen
- 1963 · Das Experiment
- 1966 · Die Hochzeit verlassen
- 1964 · Die Rechnung [in 1965 door de KRO uitgezonden, regie: Léon Povel: De rekenaar]
- 1989 · Faschang Garaus
- 1968 · Fensterstürze
- 1965 · Gott heißt Simon Cumascach
- 1986 · Metropolis: Soundseeing München
- 1992 · So eine Freiheit
- 1971 · So spricht unsereiner 1: Preislied
- 1972 · So spricht unsereiner 2: Verirrhaus
- 1973 · So spricht unsereiner 3: Trip Null
- 1987 · Thisbe und Thisbe
- 1976 · Viel Glück
- 1967 · Wenn Florich mit Schachter spricht
- 1964 · Wer kann mir sagen, wer Sheila ist?